# Вільшанська волость (Лубенський повіт)
Вільшанська волость (також відома і як Ольшанська) — адміністративно-територіальна одиниця Лубенського повіту Полтавської губернії з центром у селі Вільшанка.
Станом на 1885 рік — складалася з 12 поселень, 15 сільських громад. Населення 6246 — осіб (3057 осіб чоловічої статі та 3189 — жіночої), 983 дворових господарств.
За матеріалами перепису 1910 року Вільшанська волость вже не згадується, ймовірно на основі її території, а також на теренах Матяшівської і Нижньобулатецької була створена вже Лубенська волость.

Основні поселення волості:
- Вільшанка — колишнє державне та власницьке село при річці Вільшанка за 3 версти від повітового міста, 130 дворів, 758 мешканців, православна церква, 5 вітряних млинів. В 4 верстах — винокурений завод. В 3 верстах — Лубенський Преображенський чоловічий монастир.
- Калайдинці — колишнє державне та власницьке село при урочищі Лимань, 230 дворів, 1358 мешканців, православна церква, постоялий будинок, базар, ярмарок — 26 вересня, 14 вітряних млинів.
- Кам'яний Потік — колишній власницький хутір, 5 дворів, 51 мешканець, цегляний завод.
- Клепачі — колишнє державне селище при урочищі Більське, 111 дворів, 610 мешканців, постоялий будинок, 8 вітряних млинів.
- Мгар — колишнє державне село при річці Сула, 124 дворів, 714 мешканців, православна церква, постоялий будинок, 8 вітряних млинів.
- Новаки — колишнє державне та власницьке село при урочищі Новичка, 315 дворів, 2000 мешканців, православна церква, 2 постоялих будинки, 1 водяний і 23 вітряних млини.